# Peckia auribarbata
Peckia auribarbata är en tvåvingeart som först beskrevs av Townsend 1912.  Peckia auribarbata ingår i släktet Peckia och familjen köttflugor.
Artens utbredningsområde är Peru. Inga underarter finns listade i Catalogue of Life.